# Скривено лице (филм из 2011)
Скривено лице је колумбијски трилер из 2011. године у режији Андреаса Баиза. У њему главне улоге играју Ким Гутјерез, Клара Лаго и Мартина Гарсија. Филм спада у категорије романтике, драме, мистерије са елементима комедије.

## Тема
Тема овог филма јесте прича о љубави између двоје људи прожета сумњама и љубомором због које ће се обоје наћи у тешким ситуацијама, пред многим изазовима које ни они сами неће успети да превазиђу.

## Радња
Ово је прича о Адриану, младом диригенту, који једне вечери враћајући се кући у којој живи са својом девојком Белен, гледа видео снимак који му она оставља, где га обавештава да одлази од њега. Адриан постаје узнемирен и сваке вечери почиње да се опија у оближњем бару, где стицајем околности упознаје Фабијану са којом започиње љубавну везу. Фабијана се након тога досељава у кућу у којој је Адриан живео са Белен пре него што је она нестала без трага.
Адриан постаје главни осумњичени у случају нестанка своје бивше девојке Белен, али инспектори ипак не могу пронаћи доказа за то. Један од полицијских инспектора, такође и бивши Фабијанин момак, упозорава Адриана да ће га ако јој се нешто догоди убити.
У међувремену се открива да је кућа у којој су боравили у власништву Немачког брачног пара, где власница једног дана долази Белен у посету и показује јој тајну собу изграђену за потребе скривања свог мужа у случају да дођу по њега, јер је он био бивши нацистички официр. Соба је толико изолована и скривена без могућности проналаска исте или неког ко је унутра закључан.
Такође, у филму се приказује и љубомора коју Белен осећа према једној виолинисткињи, иначе једној од блиских сарадница њеног момка и сумњајући у његову верност одлучује да га лажно напусти, остављајући му видео у коме му све то говори, али не и локацију на којој ће отићи. Крије се у тој тајној соби до које се стиже право из њихове спаваће собе. У тој просторији су огледала преко којих она може посматрати Адриана, видети његову реакцију када сазна да је отишла и чути га, док он њу не може ни видети, ни чути. Адриан, када сазна за њен одлазак постаје очајан, где Белен све то види и у једном тренутку одлучује да је време да изађе, међутим, схвата да је изгубила кључ и остаје заробљена у соби без икаквог начина да контактира Адриана.
Фабијана, која се тада већ доселила у кућу, проналази кључ од тајне собе, али не схвата која би врата тај исти кључ могао, односно треба отворити. Када на крају ипак сазна да је заправо Белен та која је заробљена иза врата која се отварају тим кључем, Белен тада почиње да комуницира са њом лупкајући у цеви у купатилу, где Фабијана у једном тренутку одлучује да је избави, док у другом одустаје због страха да може изгубити Адриана.
Фабијана се бори сама са собом, и на крају одлучује да отвори врата и провери да ли је Белен жива, јер већ пар дана не добија никакве повратне информације од ње, односно знаке живота. На овај потез се одлучује након што од свог бившег момка, иначе инспектора добија слике на којима је Адриан усликан са Вероником, својом колегиницом, на коју је и Белен била љубоморна. Фабијана улази у тајну собу и проверава да ли је Белен, која непомична лежи на кревету жива, истог тренутка добија ударац од ње, онесвешћује се и Белен коначно излази из собе остављајући Фабијану заробљену.
Белен одлучује да напусти кућу. Оставља кључ од тајне собе на кревету Адриану и њихову заједничку слику на огледалу спаваће собе које је иначе пут до тајне собе. Белен је у последњој сцени филма сама, на плажи и док она ужива, Фабијана је у истом тренутку заробљена у нади да ће бити спашена.

## Глумци
- Ким Гутјерез - Адриан
- Клара Лаго - Белен
- Мартина Гарсија - Фабијана
- Марсела Мар - Вероника
- Хуан Алфонсо Баптиста - инспектор
- Александра Стјуарт - Ема